# Polizeiruf 110: Heimatliebe
Heimatliebe ist ein Fernsehfilm aus der Krimireihe Polizeiruf 110. Die 378. Folge innerhalb der Filmreihe Polizeiruf 110 wurde am 25. August 2019 erstgesendet. Es ist der 15. Fall von Kriminalhauptkommissarin Olga Lenski und der siebte mit Kriminalhauptkommissar Adam Raczek.

## Handlung
Raczek ist auf der Suche nach einem Gewaltopfer, dessen abgetrennten Finger Kinder beim Hundeausführen zufällig aufgefunden hatten. Die Befragung der polnischen Ärztin Dr. Lem, die jene Wunde erstbehandelt hatte, bringt ein eigenartiges Verhalten des betroffenen Mannes zutage, der unbedingt anonym bleiben wollte und darauf bestand, die ärztliche Leistung in Bargeld zu begleichen. Raczek entscheidet, weiter nach diesem geheimnisvollen Mann suchen zu lassen.
Kommissarin Lenski ist derweil zu einem Einsatz nach Brandenburg gerufen worden, wo ein Gerichtsvollzieher von Bernd Emil Jaschke, bei dem er pfänden wollte, mit einer Waffe bedroht wurde und deshalb die Polizei verständigt hatte. Jaschke, der Verhaltensweisen eines Reichsbürgers an den Tag legt, hat sich in seinem Haus verschanzt und den Gerichtsvollzieher in seiner Gewalt. Dank des vermittelnden Eingreifens von Bürgermeister Roland Seedow kann die Situation gewaltlos geklärt werden. Lenski ist überrascht, Seedow hier zu treffen, den sie schon seit ihrer Kindheit aus ihrem Heimatort kennt. Sie nutzt das Wiedersehen zu einem Gespräch mit Seedow, der sich vor einigen Jahren in dem kleinen brandenburgischen Ort Falkenhain niedergelassen hat, um seinen Lebensabend hier in Ruhe mit seiner Mutter, Helena von Seedow-Winterfeld, begehen zu können.
In einer Spätsommernacht kommen alle Rinder des polnischen Bauern Wojciech Sekula aufgrund einer Brandstiftung des Stallgebäudes ums Leben. Das Gebäude brennt bis auf die Grundmauern aus; die Lebensgefährtin des Bauern kommentiert das als endgültigen Todesstoß für die wirtschaftliche Überlebensfähigkeit sogar des bisherigen Subsistenzbetriebs. Der Bauer selbst will das so nicht sehen. Wenige Tage später wird Wojciech bei einem erneuten Überfall, bei dem er sich den Angreifern entgegenstellte, auf seinem Hof totgeschlagen. Olga Lenski und Adam Raczek beginnen ihre Ermittlungen, bei denen zunächst der ältere Bruder des Toten, der Handwerker Andrzej Sekula, unter Verdacht gerät. Bei seiner Befragung wird er anhand der Flaggen in seiner Werkstatt als Anhänger einer extrem nationalistischen Rechtsgruppierung in Polen erkannt. Er verhält sich gegenüber den binationalen Ermittlern vollständig unkooperativ und angesichts der deutschsprachigen Polizistin Lenski feindselig, so dass Raczek seine Kollegin gegen die ausgesprochenen Beleidigungen einschreiten muss.
Auf der Fahrt zum Tatort stoßen die beiden Ermittler auf einen die Straße blockierenden Protest der lokalen Landbevölkerung gegen den Verlust von fruchtbaren Ackerflächen aufgrund von Aufkäufen von agrarindustriellen westlichen Konzernen. Die Anführerin der Protestler ist verwandt mit dem Landwirt Sekula. Erst mit Blaulicht erzwingt Raczek ihre Durchfahrt der Straßensperre. Das enervierende Erlebnis gibt Adam Raczek Gelegenheit, sein beträchtliches Hintergrundwissen zu den zeitgenössischen ökonomischen Konflikten um Verdrängung der Bauern in Polen mit Lenski zu teilen. Offenbar können es sich die Landwirte kaum noch leisten, die von ihnen benötigte Ackerflächen zu pachten. Lenski lernt erstaunt: Landgrabbing ist nicht nur ein Thema der Dritten Welt, sondern akut auch ein Problem in Polen. Sie vermutet daher, dass Wojciech Sekula zum Verkauf seiner Landflächen gezwungen werden sollte und deshalb zuerst sein Stall angezündet und, als das noch nicht genügte, er selbst zum Opfer wurde. Von Sekulas fünfzehnjährigem Sohn Tomasz erfahren die Ermittler, dass es einen ernst zu nehmenden Interessenten gab, der den Hof kaufen wollte. Auch hatte Tomasz bei dem Überfall auf seinen Vater deutsche Stimmen gehört, weshalb die Ermittler die Grenzübertritte deutscher Autos recherchieren. Dabei fällt ein SUV in das Zeitfenster des Tatabends, der auch ein auffälliges, aber nicht registriertes Nummernschild aufweist. Da sie deshalb diese Spur zunächst nicht weiterverfolgen können, prüfen sie die Telefonverbindungen Sekulas und werden so auf den Anwalt Marek Majewski aufmerksam, der für die Firma „Agroinvest“ seit einigen Jahren polnische Ländereien aufkauft. Diesem Mann sind aber auch bereits die Mitglieder der nationalistischen Gruppe um Andrzej Sekula auf den Fersen, da sie diesem Ausverkauf ihrer Heimat entgegentreten wollen. Deshalb finden Lenski und Raczek den Anwalt nicht mehr in seiner Villa an, die er nach Aussagen seiner Nachbarn vor zwei Tagen fluchtartig verlassen hat, nachdem er Besuch von zwei Männern erhalten hatte. Blutspuren lassen auf eine gewalttätige Auseinandersetzung schließen.
Ein Foto von Majewski wird zu Dr. Lem geschickt, die ihn als den Patienten mit dem abgetrennten Finger identifiziert, nach dem nun in Polen und Deutschland gefahndet wird. Nach den Recherchen der Ermittler kauft Majewski Land im Auftrag von deutschen Konzernen und Auftraggebern, weil die selber nach derzeitigem Recht in Polen keinen Grundbesitz erwerben dürfen. Unter diesen Auftraggebern befindet sich auch eine „Treuhand GmbH Brandenburg“, was die Ermittler wieder nach Falkenhain führt. Kommissarin Lenski sucht dort ihren alten Bekannten Roland Seedow auf und bittet ihn, ihr bei der Suche nach dem Wagen mit dem auffälligen Nummernschild behilflich zu sein. Allerdings trifft sie bei Seedow dafür auf keine Zustimmung. Sie begibt sich deshalb allein zum Hof von Bernd Emil Jaschke und findet dort das gesuchte Auto in einer Scheune. Sie kontaktiert ihren Kollegen Raczek, der sich umgehend zu ihr begibt, und fordert weitere Verstärkung an. Während sie im Auto wartet, sieht sie Andrzej Sekula, der ebenfalls mit Jaschke abrechnen will. Er hatte zuvor Majewski ausfindig gemacht, und da er den Anwalt für den Mörder seines Bruders hielt, wollte er ihn zur Rede stellen. Nachdem ihm Andrzej Sekula bereits zur Warnung gegen seine Machenschaften den Finger abgetrennt hatte, hatte er ihm nun auch noch sein Ohr abgeschnitten, woraufhin er seine Unschuld beteuerte und ihm den Namen Jaschke nannte.
Sekula dringt bewaffnet in Jaschkes Haus ein, während Lenski und Raczek noch immer auf Verstärkung warten. Nach einer kurzen Schießerei im Haus wird Sekula tödlich getroffen und Jaschke verschwindet unbemerkt, aber leicht verletzt von seinem Grundstück. Die Polizei nimmt daraufhin die Gleichgesinnten Jaschkes, die er im Laufe der Zeit um sich geschart hat und mit denen er sogar „Wehrertüchtigung“ betrieben hatte, fest. In Jaschkes Haus findet Lenski ein Foto mit einem Haus, welches sie vor kurzem auch bei Roland Seedow gesehen hatte, und eine Broschüre der „Treuhand GmbH Brandenburg“. Daraus wird ersichtlich, dass diese GmbH aus einem Verband von Adelsfamilien besteht, die offensichtlich das Ziel verfolgen, die nach dem Krieg verlorenen Gebiete in Polen zurückzuholen. Da sie sich dabei die Hände nicht „schmutzig“ machen wollen, spannen sie dafür Leute wie Majewski oder auch die Reichsbürger ein. Diese Spur führt nun eindeutig zu Roland Seedow, dessen Mutter in Polen große Ländereien um Winterfeld besaß, deren Verlust sie bis heute nicht hinnehmen konnte. Sekulas Grundstück war das Kernstück, um das Seedow nun mit allen Mitteln gekämpft hatte. Auch wenn er keinen Mord in Auftrag gegeben hatte, so waren doch die eskalierten Einschüchterungsversuche der Reichsbürger gegen Wojciech Sekula eindeutig Seedows Schuld.
Bernd Emil Jaschke wird am Ende tot aus der Oder gefischt. Die Polizei wertet es als Unfall. Sie kann nicht wissen, dass der verletzte Jaschke seinen Auftraggeber Seedow um Hilfe gebeten hatte, die ihm Seedow jedoch verwehrte.

## Nebenhandlung
Im polnischen Polizeipräsidium führt eine neuerliche Alleinerziehenden-Notlage Lenskis, die ihr Grundschultöchterchen wegen eines unvorhersehbaren Lehrerinnenausfalls mangels Alternativen an den Arbeitsplatz mitbringen muss, nicht mehr nur zu Kopfschütteln, sondern zu kleinen Culture-Clash-Konflikten mit den polnischen Kollegen. Raczek lässt sein Unverständnis so ungehalten heraus, dass Lenski ihm ebenso temperamentvoll verbal Kontra geben muss.

## Hintergrund
Der Film wurde vom 21. August 2018 bis zum 20. September 2018 in Berlin, Frankfurt (Oder) sowie in Polen gedreht.

## Rezeption

### Einschaltquoten
Die Erstausstrahlung von Heimatliebe am 25. August 2019 wurde in Deutschland von 6,56 Millionen Zuschauern gesehen und erreichte einen Marktanteil von 23,0 % für Das Erste.

### Kritiken
Bei Spiegel Online schrieb Christian Buß: „Entgrenzung, Entwurzelung, Kleinstadtbürger, Großmannsträume - der ‚Polizeiruf‘ fasst recht gut die Gemengelage der widersprüchlichen Gefühle zusammen, die den Nährboden für den extremistischen Heimatbegriff liefert. Gelegentlich verzettelt sich Filmemacher Bach im fast schon paritätischen Ausloten der unterschiedlichen nationalistischen Strömungen, dafür liefert er aber auch immer wieder brillante kleine Szenen über die Risse im längst nicht geeinten, fast schon wieder auseinanderbrechenden Europa.“
Rainer Tittelbach von tittelbach.tv urteilte: Mehr denn je nimmt ‚Heimatliebe‘, der siebte ‚Polizeiruf 110‘ um die Mordkommission im deutsch-polnischen Grenzgebiet, die Landschaft ins Visier. Der Film von Christian Bach, seine erste TV-Produktion nach seinem vielbeachteten Kinodebüt ‚Hirngespinster‘, ist wie ein Western erzählt: Das weite Land übernimmt aber nicht nur eine atmosphärische Funktion, sondern auch die Themen und Motive dieses uramerikanischen Genres spielen eine zentrale Rolle in der Geschichte: die Grenze, der eigene Grund und Boden, der Feind, die Großgrund-Besitzer und der ewige Kampf zwischen individueller Freiheit und dem Stern des Gesetzes.
Bei der Rheinischen Post Online wertete Henning Rasche: „Die Kriminalhauptkommissare Lenski und Raczek treffen auf polnische Rechtsradikale, auf deutsche Selbstverwalter, auf Agrar-Spekulanten und auf giftige Vorurteile. Der Film zeichnet dadurch ein düsteres Panorama der politischen Gegenwart. Drehbuchautor und Regisseur Christian Bach gelingt mit diesem ‚Polizeiruf‘ ein weitgehend klischeefreier Sonntagabendkrimi, für den man ihm durchaus dankbar sein darf. Dieser Krimi vom RBB ist keine Standardware. Das sieht man auch an der überragenden Kameraführung von Wolfgang Aichholzer. Die Aufnahmen der Oderlandschaft im Nebel, der Felder, der verwunschenen Grenzregion, erinnern an Thriller aus Skandinavien.“
Matthias Dell von Zeit Online meinte:  „Wie nah sich Deutschland und Polen sind, wie verwickelt die Lebensgeschichten, zeigt der kleine, auf Polnisch begonnene Dialog zwischen Raczek und einer Ärztinnen-Nebenfigur, bis beide ihre deutsche Prägung im Rheinland beziehungsweise Ruhrgebiet erkennen. Ein eleganter Move, der ohne großes Aufheben die Biografie des in Bochum aufgewachsenen Schauspielers Lucas Gregorowicz streift, der genau wegen dieser Bindestrich-Identität die ideale Besetzung für den polnisch-deutschen Polizeiruf ist.“
Negativ urteilte Heike Hupertz von der FAZ: In ‚Heimatliebe‘ wird nicht nur das Thema verspielt, die Zusammenhänge wirken banal […]. Lenski und Raczek plagen sich mit Nichtverstehen, während man selbst auf den Gudrun-Ritter-Moment, oder vielleicht den Zischler-Ritter-Moment großer Schauspielkunst wartet und Däumchen dreht.